# Sierra de Yébenes
La Sierra de Yébenes es una alineación montañosa perteneciente al sistema de los Montes de Toledo, situada al norte del municipio homónimo, en la provincia de Toledo, comunidad autónoma de Castilla-La Mancha, España. Se extiende aproximadamente 15 km de este a oeste y 9,3 km de norte a sur, y sus cotas oscilan entre los 808 m sobre el nivel del mar en el entorno de Los Yébenes y los 1121 m en el punto culminante conocido como pico Sierra de los Yébenes.

## Medio Físico
El sustrato geológico de la sierra está constituido principalmente por rocas sedimentarias del Paleozoico, sobre todo del Cámbrico y Ordovícico, entre las que destacan cuarcitas, pizarras silíceas y calizas cristalinas. Estos materiales presentan una estructura plegada resultado de los movimientos hercínicos, con sinclinorios y anticlinorios orientados este-oeste que condicionan la disposición de valles y crestas. La erosión diferencial ha generado relieves escalonados, con rocas más duras formando cabeceras y cordales y las pizarras menos resistentes ocupando los fondos de valle. Los suelos derivados son generalmente delgados, ácidos y pobres en materia orgánica, lo que limita el uso agrícola a terrazas aisladas junto a pequeños cursos de agua.
La hidrografía de la sierra está dominada por el río Algodor y sus afluentes, que han excavado la roca formando cárcavas y hoces estrechas. Estos cauces configuran microhábitats con vegetación de ribera, como alisos o sauces,  y charcas temporales que sustentan anfibios y macroinvertebrados. Geomorfológicamente, la sierra muestra relieve subhorizontal, collados suavizados por procesos de solifluxión y lapiaces en calizas. En cuanto al clima, se clasifica como mediterráneo continentalizado –invierno con frecuencias de heladas, verano seco y caluroso, precipitaciones anuales entre 450 y 550 mm concentradas en otoño– lo que produce estiaje veraniego en arroyos y estrés hídrico en la vegetación.

## Flora y fauna
La sierra de Yébenes conforma un enclave de bosque mediterráneo caracterizado por la presencia mayoritaria de la encina en las cotas medias, combinada con manchas de coscoja y quejigo en las zonas más rocosas. El sotobosque incluye especies de matorral bajo con retama negra, diversas jaras y romero, adaptadas a suelos secos y pedregosos. Junto a carrascales conservados aparecen manchas de enebros en áreas menos accesibles y formaciones arbustivas relictas asociadas a karstificación en las calizas.
La fauna muestra un alto valor cinegético, con poblaciones de ciervo y jabalí, y entre los pequeños mamíferos y carnívoros figuran conejos, liebres, ginetsa, zorros y gatos monteses; la presencia de águilas reales y águilas calzadas completa la guilda de rapaces. Las charcas estacionales y pozas fluviales albergan anfibios como la rana común y sapos de diversos géneros, así como reptiles (lagartos, culebras) adaptados al calor y la aridez estival.

## Comunicaciones
El trazado histórico más relevante es el Camino Real de Sevilla, vía medieval que comunicaba la Meseta con Andalucía y atravesaba el río Algodor por el Puente de San Andrés, cuyos sillares góticos aún se conservan en ruinas cerca de la nacional N-401. En el siglo XX, la construcción de la carretera N-401 mejoró el acceso rodado, uniendo Toledo y Ciudad Real en 108 km y atravesando la sierra mediante un túnel de 900 m en Los Yébenes. La red secundaria de carreteras autonómicas y locales (CM-4017, TO-3249) enlaza pequeños núcleos rurales y fincas ganaderas. Para senderismo y ecoturismo existen rutas señalizadas, como el GR-160 «Ruta de la Encomienda» y diversas sendas locales que recorren las crestas y valles interiores, gestionadas por el Club de Montañismo de Los Yébenes.